# Нестеров, Константин Аркадьевич
Константин Аркадьевич Нестеров (род. 25 февраля 1981, Гатчина, СССР) — российский профессиональный баскетболист, игравший на позиции тяжёлого форварда, тренер по баскетболу, общественный деятель. 
В 2005 году Константин Нестеров окончил БГТУ "ВОЕНМЕХ" им. Д.Ф. Устинова по специальности "Международный промышленный менеджмент".
После окончания профессиональной карьеры  в 2015 году Нестеров начал тренировать детскую команду мальчиков в своем родном Санкт-Петербурге. 
В 2015 году Константин учредил благотворительный фонд "Команда будущего", основной целью действий которого является поддержка детского спорта и здорового образа жизни.
В декабре 2021 года закончил Национа́льный госуда́рственный университе́т физи́ческой культу́ры, спо́рта и здоро́вья и́мени П. Ф. Ле́сгафта, Санкт-Петербург по специальности тренер по баскетболу. 

## Карьера
Профессиональная карьера Нестерова начиналась в Санкт-Петербурге в команде «Спартак». Потом были тульский «Арсенал», ростовский «Локомотив», казанский УНИКС.
В 2009 году, когда «Спартак-Приморье» покинул элитный дивизион, Нестеров перешёл в подмосковный «Триумф».
В июле 2010 года Нестеров подписан контракт с «Красными крыльями».
В августе 2011 года Константин вернулся в «Спартак-Приморье». В сезоне 2011/2012 провёл 25 игр, набирая 7,6 очка, 2,8 подбора, 1,4 передачи, 0,5 перехвата и 0,2 блок-шота в среднем за матч. По окончании сезона продлил контракт с приморским клубом ещё на один сезон.
В сентябре 2013 года Нестеров в четвёртый раз вернулся в «Спартак».
5 Июня 2014 Константин Нестеров принял участие в Чемпионате мира по баскетболу 3х3 под флагом сборной России. Турнир проводился по эгидой ФИБА. На тот момент стритбол еще не являлся олимпийским видом спорта. Сборная России заняла 3-e место. 

## Достижения

### Клубные
- Серебряный призёр чемпионата России: 2006/2007

### В составе сборной России
- Бронзовый призёр чемпионата мира 3х3: 2014
- Серебряный призёр Универсиады: 2003

## Статистика
| Сезон                                                                                   | Команда                   | Лига                      | GP | GS | MPG  | FG%  | 3P%  | FT%  | RPG | APG | SPG | BPG | PPG  |  |
| 2006/07                                                                                 | УНИКС                     | Кубок Европы              | 2  | 1  | 1,6  | 0,0  | 0,0  | 0,0  | 0,5 | 0,5 | 0,0 | 0,0 | 0,0  |  |
| 2009/10                                                                                 | Триумф                    | Кубок Европы              | 6  | 6  | 26,5 | 46,0 | 52,9 | 70,0 | 5,5 | 2,0 | 0,3 | 0,3 | 10,3 |  |
| 2010/11                                                                                 | Красные крылья            | Кубок Европы              | 6  | 5  | 21,4 | 48,1 | 60,0 | 50,0 | 3,0 | 0,7 | 0,5 | 0,2 | 5,2  |  |
| 2011/12                                                                                 | Все клубы                 | Все лиги                  | 22 | 22 | 17,9 | 50,0 | 31,8 | 52,9 | 2,6 | 0,7 | 0,5 | 0,3 | 8,2  |  |
| 2011/12                                                                                 | Спартак-Приморье          | ПБЛ                       | 20 | 20 | 17,6 | 48,9 | 31,7 | 53,1 | 2,6 | 0,8 | 0,5 | 0,3 | 8,3  |  |
| 2011/12                                                                                 | Спартак-Приморье          | Квалификация Кубка вызова | 2  | 2  | 21,5 | 66,7 | 33,3 | 50,0 | 3,0 | 0,0 | 0,5 | 0,5 | 7,0  |  |
| 2012/13                                                                                 | Спартак-Приморье          | ПБЛ                       | 18 | 5  | 18,2 | 53,6 | 40,9 | 70,6 | 2,4 | 0,7 | 0,4 | 0,2 | 6,8  |  |
| 2013/14                                                                                 | Все клубы                 | Все лиги                  | 11 | 0  | 9,2  | 47,8 | 20,0 | 57,1 | 1,6 | 0,3 | 0,3 | 0,2 | 2,8  |  |
| 2013/14                                                                                 | Спартак (Санкт-Петербург) | Единая лига ВТБ           | 6  | 0  | 11,7 | 61,5 | 0,0  | 55,6 | 2,0 | 0,3 | 0,5 | 0,2 | 3,5  |  |
| 2013/14                                                                                 | Спартак (Санкт-Петербург) | Кубок Европы              | 5  | 0  | 6,3  | 30,0 | 25,0 | 60,0 | 1,2 | 0,2 | 0,0 | 0,2 | 2,0  |  |
|                                                                                         |                           | Всего                     | 65 | 39 | 17,1 | 50,0 | 38,7 | 61,5 | 2,6 | 0,7 | 0,4 | 0,2 | 6,6  |  |
| Наведите курсор мыши на аббревиатуры в заголовке таблицы, чтобы прочесть их расшифровку |                           |                           |    |    |      |      |      |      |     |     |     |     |      |  |